# Лалково
Ла́лково (болг. Лалково) — село в Ямбольській області Болгарії. Входить до складу общини Єлхово.

## Населення
За даними перепису населення 2011 року у селі проживали 104 особи, з них 100 осіб (96,2%) — болгари.
Розподіл населення за віком у 2011 році:
Динаміка населення: